# Guido Gozzano
Guido Gozzano (Torí, 1883 — Agliè, Piemont, 1916) va ser un escriptor italià pertanyent al grup de Els crepusculars. Va escriure diversos reculls poètics (La Via del Rifugio, 1907; I colloqui, 1911) i contes curts. Se'n destaca la influència d'autors com Giacomo Leopardi o Gabriele D'Annunzio, del que va aprendre el gust pels clàssics com Dante Alighieri o Francesco Petrarca. Per causa de la seva salut va fer un viatge a l'Índia del que va escriure un llibre de viatges (Verso la cuna del mondo, 1917).